# サオトメイトヒキマイマイ
サオトメイトヒキマイマイ（学名：Liguus virgineus）は、中米の西インド諸島、キューバ、ハイチに生息する陸貝である。白い三角錐型貝の上に、さまざまな色の細いラインが巻きに沿い、きれいな天然模様を描いている。